# TMED2
TMED2‏ (Transmembrane p24 trafficking protein 2) هوَ بروتين يُشَفر بواسطة جين TMED2 في الإنسان.